# Trigonidium cicindeloides
Trigonidium cicindeloides är en insektsart som beskrevs av Jules Pièrre Rambur 1838. Trigonidium cicindeloides ingår i släktet Trigonidium och familjen syrsor. Inga underarter finns listade i Catalogue of Life.